# چارلی کانتریمن
چارلی کانتری‌من (انگلیسی: Charlie Countryman) یک فیلم در ژانر کمدی رمانتیک، اکشن، کمدی-درام، و کمدی دلهره‌آور به کارگردانی فردریک باند است که در سال ۲۰۱۳ منتشر شد.

## بازیگران
- شایا لباف
- ایوان ریچل وود
- روپرت گرینت
- مس میکلسن
- تیل شوایگر
- ملیسا لیو
- لاکلان نیبر
- جان هرت
- ونسا کربی
- وینسنت دن آفریو
- آبری پلازا
- یون کارامیترو